# Ensign N180
O  N180/180B  é o modelo da Ensign das temporadas de 1980, 1981 e 1982. Condutores: Clay Regazzoni, Tiff Needell, Jan Lammers, Geoff Lees, Marc Surer, Ricardo Londono, Eliseo Salazar e Roberto Guerrero.

## Resultados[2][3]
(legenda) (em itálico indica volta mais rápida)
| Ano  | Chassi | Motor                | Pneus | N° | Pilotos          | 1   | 2   | 3   | 4     | 5   | 6   | 7   | 8   | 9   | 10  | 11  | 12  | 13  | 14  | 15  | 16  | Pontos | Posição  |  |
| ---- | ------ | -------------------- | ----- | -- | ---------------- | --- | --- | --- | ----- | --- | --- | --- | --- | --- | --- | --- | --- | --- | --- | --- | --- | ------ | -------- |  |
|      |        |                      |       |    |                  |     |     |     |       |     |     |     |     |     |     |     |     |     |     |     |     |        |          |  |
|      |        |                      |       |    |                  | ARG | BRA | RSA | USW   | BEL | MON | FRA | GBR | GER | AUT | NED | ITA | CAN | USA |     |     |        |          |  |
| 1980 | N180   | Ford Cosworth DFV V8 | G     | 14 | Clay Regazzoni   | NC  | Ret | 9   | Ret   |     |     |     |     |     |     |     |     |     |     |     |     | 0      | NC (13º) |  |
| 1980 | N180   | Ford Cosworth DFV V8 | G     | 14 | Tiff Needell     |     |     |     |       | Ret | NQ  |     |     |     |     |     |     |     |     |     |     | 0      | NC (13º) |  |
| 1980 | N180   | Ford Cosworth DFV V8 | G     | 14 | Jan Lammers      |     |     |     |       |     |     | NQ  | NQ  | 14  | NQ  | NQ  | NQ  | 12  | Ret |     |     | 0      | NC (13º) |  |
| 1980 | N180   | Ford Cosworth DFV V8 | G     | 41 | Geoff Lees       |     |     |     |       |     |     |     |     |     |     | Ret | NQ  |     |     |     |     | 0      | NC (13º) |  |
|      |        |                      |       |    |                  |     |     |     |       |     |     |     |     |     |     |     |     |     |     |     |     |        |          |  |
|      |        |                      |       |    |                  | USW | BRA | ARG | SMR   | BEL | MON | ESP | FRA | GBR | GER | AUT | NED | ITA | CAN | LVS |     |        |          |  |
| 1981 | N180B  | Ford Cosworth DFV V8 | M     | 14 | Marc Surer       | Ret | 4   | Ret | 9     | 11  | 6   |     |     |     |     |     |     |     |     |     |     | 5      | 11º      |  |
| 1981 | N180B  | Ford Cosworth DFV V8 | M     | 14 | Ricardo Londoño  |     | DNP |     |       |     |     |     |     |     |     |     |     |     |     |     |     | 5      | 11º      |  |
| 1981 | N180B  | Ford Cosworth DFV V8 | M     | 14 | Eliseo Salazar   |     |     |     |       |     |     | 14  | Ret |     |     |     |     |     |     |     |     | 5      | 11º      |  |
| 1981 | N180B  | Ford Cosworth DFV V8 | A     | 14 | Eliseo Salazar   |     |     |     |       |     |     |     |     | NQ  | NC  | Ret | 6   | Ret | Ret | NC  |     | 5      | 11º      |  |
|      |        |                      |       |    |                  |     |     |     |       |     |     |     |     |     |     |     |     |     |     |     |     |        |          |  |
|      |        |                      |       |    |                  | RSA | BRA | USW | SMR   | BEL | MON | USE | CAN | NED | GBR | FRA | GER | AUT | SUI | ITA | LVS |        |          |  |
| 1982 | N180B  | Ford Cosworth DFV V8 | A     | 14 | Roberto Guerrero | F   |     |     | [ 5 ] |     |     |     |     |     |     |     |     |     |     |     |     | 01     | NC (16º) |  |

↑1  Do GP do Brasil até Las Vegas, Guerrero utilizou o chassi N181. 